# Euston (Suffolk)
Euston – wieś w Anglii, w hrabstwie Suffolk, w dystrykcie West Suffolk. Leży 44 km na północny zachód od miasta Ipswich i 115 km na północny wschód od Londynu. Miejscowość liczy 130 mieszkańców.